# دهستان بجستان
دهستان بجستان نام دهستانی در بخش مرکزی شهرستان بجستان، استان خراسان رضوی در ایران است. براساس سرشماری مرکز آمار ایران در سال ۱۳۹۰، جمعیت آن ۳٬۱۶۲ نفر (۹۹۶ خانوار) بوده‌است.